# The Loveliest Time
The Loveliest Time é o sétimo álbum de estúdio da cantora canadense Carly Rae Jepsen, lançado em 28 de julho de 2023, através da 604 Records, Schoolboy e Interscope Records. Serve como uma peça companheira de The Loneliest Time (2022), incluindo canções das sessões de gravação do álbum original. Foi precedido pelo single "Shy Boy".

## Antecedentes
Em fevereiro de 2020, enquanto embarcava na The Dedicated Tour, Jepsen começou a coletar ideias para seu sexto álbum de estúdio. Sua criatividade foi estimulada pela pandemia do COVID-19, transformando um antigo escritório parte de sua residência em Los Angeles em um home studio. Ela gravou mais de 65 canções para o álbum e apenas algumas entraram em The Loneliest Time. No entanto, um projeto companheiro foi anunciado nove meses depois, intitulado The Loveliest Time, acompanhado de créditos de produção de produtores como Rostam Batmanglij e James Ford. O single "Shy Boy" foi lançado algumas semanas antes do anúncio, em 23 de junho de 2023. Batmanglij compartilhou que o material com o qual ele contribuiu era otimista: "As duas que fizemos para The Loveliest Time têm BPMs, preparem-se para dançar". Jepsen descreveu o projeto: "É uma espécie de complemento de The Loneliest Time, eu tinha essas fantasias que queria colocar na música sobre como seria quando o mundo se abrisse e pudéssemos viajar novamente e nos apaixonar loucamente e viver a vida como se fosse uma aventura. Estou realmente ansiosa por este próximo projeto, porque parece o conjunto completo para o que começou como o momento mais solitário".

## Composição e desenvolvimento
Enquanto passava com a The So Nice Tour no Reino Unido e Austrália, Jepsen trabalhou em The Loveliest Time em quartos de hotéis, estúdios e ônibus de turnê. O álbum pretendia contar melhor "o outro lado da história" de The Loneliest Time, como um tipo de equilíbrio yin e yang—o álbum foi inspirado pela "alegria e a euforia de superar um rompimento e um período muito reflexivo no isolamento pandêmico, saindo do outro lado para encontrar um novo amor e uma nova percepção de si mesma".

Ao ser entrevistada pela Rolling Stone, Jepsen afirmou que The Loveliest Time é o seu álbum favorito que ela lançou, até o momento. Diferentemente de Emotion: Side B e Dedicated: Side B que foram desenvolvidos como uma simples coleção de outtakes dos álbuns originais, o desenvolvimento de The Loveliest Time foi caracterizado por retrabalhar e ajustar canções originalmente escritas para The Loneliest Time.  Sobre o processo de fazer isso, Jepsen explicou: 
Uma coisa é escrever uma canção durante um período de sua vida e lançar, e outra é escrever uma canção sobre um período de sua vida, deixar de lado e então voltar um ano depois ou mais, olhar para quem você era na época, as decisões que você havia feito, porque ficou congelada no tempo, porque não entrou naquele álbum e, logo, retornar e retrabalhá-la.

## Lançamento
Após o lançamento de "Shy Boy" como primeiro single do projeto em 23 de junho de 2023, o álbum foi anunciado oficialmente em 6 de julho.
Depois de uma estação de hibernação, chega a estação do florescimento. Conheci a solidão e descobri a beleza dela. O tempo mais solitário me ensinou que o crescimento vem de ser plantado na escuridão. Mas agora o mundo se abriu novamente e, por sua vez, nós também. É hora de celebrar e de todas as lições que aprendemos explodirem em ação alegre. The Loveliest Time".

— Jepsen em suas redes sociais.
A arte de capa do álbum foi revelada em 12 de julho, acompanhada da data de lançamento. Em 13 de julho, Jepsen publicou um teaser para o álbum em suas redes sociais—uma continuação do mesmo que foi feito para The Loveliest Time, precedendo seu lançamento. A lista de faixas oficial foi divulgada em 18 de julho através de um jogo de palavras cruzadas. Em 20 de julho, cópias digitais do álbum foram disponibilizadas através do website da 604 Records, ocasionando o vazamento do álbum.

## Recepção da crítica
| Críticas profissionais | Críticas profissionais |
| Pontuações agregadas   | Pontuações agregadas   |
| Fonte                  | Avaliação              |
| ---------------------- | ---------------------- |
| Metacritic             | 75/100                 |
| Avaliações da crítica  |                        |
| Fonte                  | Avaliação              |
| Paste                  | 7.8/10                 |
| Slant Magazine         | [ 13 ]                 |
| American Songwriter    | [ 14 ]                 |
| Sputnikmusic           | [ 15 ]                 |

Kate Solomon do periódico britânico i chamou o álbum de "muito coeso, excitante e bem divertido", citando as faixas "Shy Boy", "Kollage" e "Aeroplanes" como destaques do disco. Steve Erickson da Slant Magazine disse que as "canções mais alegres, vibrantes" atuam como um "contraponto sonoro e temático" à The Loneliest Time, mas afirma que o álbum é "menos consistente" que Dedicated: Side B (2020). Pitchfork deu seu título de "Best New Music" à faixa "Psychedelic Switch" após o lançamento do álbum.
Escrevendo para a revista Paste, Ben Salmon deu o álbum a nota 7.8 de 10, acrescentando que "The Loveliest Time contém um punhado de músicas que pertencem instantaneamente ao escalão superior do catálogo de Jepsen". Em sua análise do álbum que atribuiu quatro de cinco estrelas ao projeto, Jacob Uitti da American Songwriter afirma que "Jepsen nos tem na palma da mão", elogiando a forma como cada música, batida e entonação foi escolhida de "forma sublime".

## Lista de faixas
| The Loveliest Time — Edição padrão |                           |                                                                                    |                |         |  |
| N.º                                | Título                    | Compositor(es)                                                                     | Produtor(es)   | Duração |  |
| 1.                                 | "Anything to Be with You" | Carly Rae Jepsen Tavish Crowe Jared Manierka Noonie Bao Patrik Berger              | Berger         | 3:17    |  |
| 2.                                 | "Kamikaze"                | Jepsen Jakob Hazell Svante Halldin                                                 | Jack & Coke    | 02:59   |  |
| 3.                                 | "After Last Night"        | Jepsen Rostam Batmanglij Bao                                                       | Rostam         | 03:28   |  |
| 4.                                 | "Aeroplanes"              | Jepsen Berger                                                                      | Berger         | 03:20   |  |
| 5.                                 | "Shy Boy"                 | Jepsen Ben Romans Ethan Gruska Kyle Shearer Nate Cyphert Boaz Watson June Williams | James Ford     | 03:29   |  |
| 6.                                 | "Kollage"                 | Jepsen Berger                                                                      | Berger         | 04:16   |  |
| 7.                                 | "Shadow"                  | Jepsen Batmanglij                                                                  | Rostam         | 02:49   |  |
| 8.                                 | "Psychedelic Switch"      | Jepsen Shearer Cyphert                                                             | Shearer        | 04:32   |  |
| 9.                                 | "So Right"                | Jepsen Cyphert Cole Marsden Greif-Neill                                            | Greif-Neill    | 03:36   |  |
| 10.                                | "Come Over"               | Jepsen John Hill Jordan Palmer Cyphert                                             | Hill Palmer    | 02:54   |  |
| 11.                                | "Put It to Rest"          | Jepsen Berger Bao                                                                  | Berger         | 03:17   |  |
| 12.                                | "Stadium Love"            | Jepsen Lewis OfMan                                                                 | OfMan          | 02:51   |  |
| Duração total:                     | Duração total:            | Duração total:                                                                     | Duração total: | 40:58   |  |

| The Loveliest Time — Edição japonesa (faixa bônus) e lançada para streaming |                |                |                |         |  |
| N.º                                                                         | Título         | Compositor(es) | Produtor(es)   | Duração |  |
| 13.                                                                         | "Weekend Love" | Jepsen Gruska  | Gruska         | 2:42    |  |
| Duração total:                                                              | Duração total: | Duração total: | Duração total: | 43:40   |  |